# Debate Peterson–Žižek
El debate Peterson-Žižek, oficialmente titulado Happiness: Capitalism vs. Marxism, fue un debate entre el psicólogo canadiense Jordan Peterson (crítico del marxismo) y el filósofo esloveno Slavoj Žižek (comunista y hegeliano) sobre la relación entre marxismo, capitalismo y felicidad. Tuvo lugar en el Meridian Hall de Toronto el 19 de abril de 2019 y fue moderado por Stephen J. Blackwood.
Considerado por algunos como «el debate del siglo», el evento tuvo más entradas revendidas que las eliminatorias Toronto Maple Leafs - Boston Bruins el mismo día, y las entradas se vendieron en eBay por más de $300 dólares.
En el debate, Peterson y Žižek estuvieron de acuerdo en muchos temas, incluida una crítica a la corrección política y las políticas de identidad. Debatieron sobre los méritos del capitalismo regulado. Ambos rechazaron la felicidad como objetivo principal de los individuos y las sociedades.

## Contexto
Durante un evento en la Unión de Cambridge en noviembre de 2018, Žižek había calificado el trabajo de Peterson de «pseudocientífico», lo etiquetó como su «enemigo» y criticó el trabajo de Peterson sobre la idea de un marxismo cultural, afirmando que «su loca teoría de la conspiración sobre los derechos LGBT+ y #MeToo como la rama final del proyecto marxista para destruir Occidente es, por supuesto, ridícula.» Según Matthew Sharpe escribiendo para The Conversation, «[e] l término 'marxismo cultural' se trasladó a la corriente principal de los medios alrededor de 2016, cuando el psicólogo Jordan Peterson protestaba contra un proyecto de ley canadiense que prohíbe la discriminación basada en el género. Peterson culpó al marxismo cultural de fenómenos como el movimiento para respetar los pronombres de género neutro que, en su opinión, socava la libertad de expresión.» Los críticos han acusado a Peterson de hacer un mal uso del término «posmodernismo», refiriéndose a la filosofía posmoderna, como un término para la teoría de la conspiración del marxismo cultural de extrema derecha y antisemita.
Peterson dijo que podía reunirse «en cualquier momento y en cualquier lugar» para debatir y el 28 de febrero de 2019 se anunció que el debate estaba programado para el 19 de abril de 2019. Los dos profesores anteriores habían argumentado en contra de la felicidad como algo que uno debería perseguir. Peterson había dicho que la gente debería buscar significado a través de la responsabilidad personal y Žižek había dicho que la felicidad no tiene sentido y es ilusoria.

## Debate
Alrededor de 3000 personas estuvieron en el Meridian Hall en Toronto para el evento. Hubo una transmisión en vivo a la que la gente podía acceder pagando y que alcanzó un máximo de alrededor de 6000 espectadores. El debate se dividió en dos presentaciones de treinta minutos de cada participante, seguidas de respuestas más breves de diez minutos y tiempo al final para comentarios adicionales y respuestas a las preguntas planteadas por el moderador. Su tema era qué «modelo político-económico brinda una mayor oportunidad para la felicidad humana: el capitalismo o el marxismo».
El monólogo de apertura de Peterson fue una lectura y un análisis crítico del Manifiesto comunista. Afirmó que está mal percibir la historia solo a través de la lente de la lucha de clases, no hay un proletariado exclusivamente «bueno» y una burguesía «mala», esa política de identidad es propensa a la manipulación autoritaria y que, en su opinión, la gente no sube en las jerarquías sociales solo aprovechándose de los demás. Peterson afirmó que aunque el capitalismo produce desigualdades, no es como en otros sistemas, ni siquiera en partes del mundo en comparación con la llamada civilización occidental, ya que también produce riqueza, visto en los datos estadísticos sobre el crecimiento económico y la reducción de la pobreza a nivel mundial, proporcionando una posibilidad más fácil de alcanzar la felicidad. Concluyó a la manera de Winston Churchill, diciendo que el «capitalismo es el peor sistema económico, con excepción de todos los demás».
Al comienzo de su monólogo de apertura, Žižek notó que evitaba participar en el debate en el papel de un oponente y que ambos eran víctimas de los liberales de izquierda. El monólogo en sí estuvo menos enfocado, ya que tocó muchos temas y cosas como el liberalismo cultural, el nazismo, Bernie Sanders, Donald Trump, Fiódor Dostoyevski y la xenofobia, entre otros; y contra la expectativa del formato de debate no defendió el marxismo. En el ejemplo de China, trató de conectar la felicidad, el capitalismo y el marxismo, además de criticar a la propia China y que «una estructura social menos jerárquica y más igualitaria produciría grandes cantidades de esta escurridiza felicidad auxiliar.»
Más adelante en el debate, Žižek estuvo de acuerdo con el análisis de apertura de Peterson y pidió la regulación y limitación del mercado en el capitalismo para reducir el riesgo de desastres naturales y sociales. Žižek también criticó a los liberales multiculturalistas que personifican la mentira de las políticas de identidad y que los países occidentales deberían más bien arreglar la situación en los países de origen de los inmigrantes en vez de aceptarlos. Debido a la falta de defensa del marxismo, en un momento Peterson le preguntó a Žižek por qué se asocia con esta ideología y no con su originalidad filosófica, a lo que Žižek respondió que él es más bien un hegeliano y que el capitalismo tiene demasiados antagonismos para sostenibilidad pacífica a largo plazo. De manera similar, Žižek le pidió a Peterson que le nombrara nombres personales de «neomarxistas posmodernos» en la academia occidental y de dónde obtuvo los números estadísticos porque, según él, la corrección política exagerada se opone al marxismo, a lo que Peterson no mencionó ningún nombre. Algunos ven este intercambio como evidencia de que la idea de «marxistas culturales» fue inventada por Peterson y otros miembros de la intellectual dark web sin ninguna evidencia de su existencia. Al final, ambos estuvieron de acuerdo en que la felicidad es más bien un subproducto de la vida misma.

## Recepción
Varias publicaciones como Current Affairs, The Guardian, Jacobin y Quillette criticaron a Peterson por no estar informado sobre Karl Marx y el marxismo. Harrison Fluss y Sam Miller de Jacobin informaron que Peterson cometió muchos errores fácticos sobre Marx y el marxismo, como malinterpretar el principio fundamental de la teoría del valor-trabajo, asociar incorrectamente a Marx en términos generales con la política de identidad y negar la existencia de una filosofía marxista de la naturaleza. The Guardian afirmó que Peterson no estaba informado sobre el Manifiesto comunista y, en general, mal preparado para el debate, mientras que Jordan Foissy de Vice sostuvo que fue «completamente vacío», al afirmar que el poder nunca se logra mediante la explotación de personas.  Der Spiegel concluyó que Žižek ganó el debate claramente y describió el intento de Peterson de argumentar como «lo suficientemente vanidoso como para presentarse ante una carga de artillería con una navaja de bolsillo».
Escribiendo para Current Affairs, Benjamin Studebaker criticó tanto a Peterson como a Žižek, calificando el debate como «una de las exhibiciones más patéticas en la historia de intelectuales que discuten en público». Studebaker sostiene que «Žižek leyó un discurso enlatado extraño, serpenteante, que tenía muy poco que ver con lo que dijo Peterson o con el tema asignado. Es una lástima, porque Peterson presentó un argumento que he visto muchas veces, uno que es increíblemente fácil de vencer.» Studebaker concluyó que «Peterson no se preparó. Hubo una oportunidad. Pero Žižek estaba demasiado ocupado quejándose de la política de identidad y su estatus dentro del mundo académico para intentarlo. Es el tipo de añoso abandonador que todos esperamos nunca ser.»
Al escribir para Quillette, Ben Burgis criticó a Peterson por haber releído únicamente Manifiesto comunista y no otras obras de Marx; por equiparar el marxismo con el estalinismo y la igualdad de resultados; por haber ignorado que Marx citó la Comuna de París (un experimento democrático radical) como un ejemplo de dictadura del proletariado; y que es la China comunista, descrita como «llena de empresas privadas en estos días, pero el Estado sigue desempeñando un papel enorme en la configuración de la economía china», quien ha impulsado más la reducción de la pobreza mundial Peterson atribuye al capitalismo de libre mercado, preguntando: «Si uno de los principales impulsores del declive global de la pobreza extrema es su declive en la República Popular, ¿es esta una historia de éxito para el capitalismo de 'libre mercado' o para una forma modificada y liberalizada de socialismo de Estado?»
En general, los medios croatas señalaron que Peterson fue más convincente en la defensa del capitalismo que Žižek del marxismo, aunque ambos son «pesimistas». Mientras Peterson estaba tratando de proporcionar un sistema de soluciones, Žižek no lo hizo y más bien tuvo una postura rebelde y cínica. También se señaló que sus mutuos acuerdos y amabilidad en una discusión civilizada diferían de sus seguidores en la audiencia.
Al comentar directamente cómo se recibió el debate, Žižek escribió: «Es típico que muchos comentarios sobre el debate señalen cómo la posición de Peterson y la mía no son realmente tan distintas, lo cual es literalmente cierto en el sentido de que, desde su punto de vista, no pueden ver la diferencia entre nosotros dos: soy tan sospechoso como Peterson. Entonces, como yo lo vi, la tarea de este debate era al menos aclarar nuestras diferencias.»

## Transmisión
En abril de 2019, el único canal de televisión de Europa que ha tenido los derechos para retransmitir el debate es Radiotelevisión croata, donde se transmitió el 24 de abril y en su totalidad el 26 de abril.